# II Dinastía de Isin
La II Dinastía de Isin fue la IV dinastía reinante de Babilonia. Gobernó durante el período 1157-1026 a. C., tras suceder a la Dinastía Casita, y fue sucedida a su vez por la II Dinastía del País del Mar.
El final de la dinastía casita significó para los babilonios el final de una época, una experiencia definitiva. Los términos que emplea el cronista, para calificar la represión del rey elamita, Kudur-Nakhunte, son significativos: «diluvio», «montón de ruinas». Sin embargo, no todo terminó para Elam con la conquista de Babilonia, y la deportación y muerte del último rey casita, Enlil-nadin-ahi, pues enseguida surgió un jefe local, Marduk-kabit-ahheshu, que consiguió reunir en Isin a todos los que no aceptaban el vasallaje al Imperio elamita. El deseo de independencia de Isin se vio favorecido por su posición geográfica, excéntrica respecto de los centros vitales de Babilonia. Desde allí, la rebelión se extendió a otros centros del norte. Al poco tiempo, la posición de Babilonia era tan fuerte, que pudo influir en Asiria, favoreciendo el acceso al poder de uno de los pretendientes al trono, Ninurta-Tukulti-Ashur.
Los sucesores del fundador de la dinastía se fortalecieron, al punto de poder atacar a Asiria, hasta que la llegada al trono de Nabucodonosor I marca su apogeo, ya que se atrevió a atacar a Elam, con éxito, y recuperó los más importantes símbolos babilonios: la estatua de Marduk, y el código de Hammurabi, robados años atrás por Shutruk-Nahhunte. Esto supuso el declive definitivo de Elam como gran potencia.
Los sucesores de Nabucodonosor I tuvieron que enfrentarse con la recuperación de Asiria, que bajo Tiglat-Pileser I invadió Babilonia en repetidas ocasiones, y sobre todo con los nómadas arameos, que movidos por las hambrunas, atacaron tanto a Asiria, como a Babilonia, acabando con su dinastía, y sustituyéndola por una propia.

## Lista de reyes
| Monarca              | Inicio del reinado | Final del reinado |
| Marduk-kabit-ahheshu | 1157 a. C.         | 1140 a. C.        |
| Itti-Marduk-balatu   | 1139 a. C.         | 1132 a. C.        |
| Ninurta-nadin-Shumi  | 1131 a. C.         | 1126 a. C.        |
| Nabucodonosor I      | 1125 a. C.         | 1104 a. C.        |
| Enlil-nadin-apli     | 1103 a. C.         | 1100 a. C.        |
| Marduk-nadin-ahhe    | 1099 a. C.         | 1082 a. C.        |
| Marduk-shapik-zeri   | 1081 a. C.         | 1069 a. C.        |
| Adad-apla-iddina     | 1068 a. C.         | 1047 a. C.        |
| Marduk-ahhe-eriba    | 1046 a. C.         |                   |
| Marduk-zer-x         | 1045 a. C.         | 1034 a. C.        |
| Nabu-shumu-libur     | 1033 a. C.         | 1026 a. C.        |